# Penalty-Reward-Faktoren-Methode
Bei der Penalty-Reward-Faktoren-Methode  handelt es sich um eine kundenbezogene und merkmalsorientierte Messmethode. Mit ihr wird die Wahrnehmung einer Leistung und die damit verbundene Reaktion des Kunden untersucht, wobei man davon ausgeht, dass bei jeder Dienstleistung Qualitätsfaktoren vorhanden sind.

## Penalty- oder Reward-Faktoren
Dienstleistungen müssen von einem Anbieter so ausgearbeitet werden, dass sie den Erwartungen des Nachfragers/Kunden entsprechen und diesen zufriedenstellen. Hierfür wurden Methoden entwickelt, die Qualitäten dieser Dienstleistungen zu messen. Man unterscheidet zwischen leistungs- und kundenbezogenen Methoden.
Eine Nicht-Erfüllung oder schlechtere Qualität als erwartet, führt zu Unzufriedenheit und einer Qualitätsabstufung für den Kunden. Das nennt man Penalty-Faktoren (Bestrafungsfaktoren). Der Kunde kann hier als „Strafpunkte“, die sogenannten „Demerits“, verteilen. Besondere Leistungen, bzw. wenn die Qualität besser als erwartet ist, führt das nicht zu einem besseren Ergebnis.
Wenn der Kunde dagegen zufrieden ist, spricht man von Reward-Faktoren (Belohnungsfaktoren). Es wird ein höheres Qualitätsurteil ausgesprochen, wenn besondere Leistungen in diesem Bereich erfüllt wurden. Jedoch hat eine schlechtere Erfüllung der Qualität keine negativen Auswirkungen auf die Wahrnehmung der Qualität.
Das Ziel dieser Messung ist es, die Penalty-Faktoren zu identifizieren.

## Kundenbefragung
Bei dieser Art der Kundenbefragung werden zuerst die Gesamturteile und anschließend die einzelnen Aspekte abgefragt. Das Gesamtqualitätsurteil einer Dienstleistung wird bestimmt, indem man zur Bewertung eine 5er-Skala vorgibt, von „sehr zufrieden“ bis „sehr unzufrieden“. Die einzelnen Dienstleistungen werden mit einer vorgegebenen Skala von „viel schlechter als erwartet“ bis „viel besser als erwartet“ bewertet. Mit Hilfe dieser Daten wird eine multiple Regressionsanalyse durchgeführt.
Es wird der Einfluss von mehreren unabhängigen Variablen auf eine abhängige Variable untersucht, wodurch es möglich wird, den Sachverhalt zu beschreiben.

## Interpretation der Kundenbefragung
Die Ergebnisse der einzelnen Merkmale werden wie bereits beschrieben interpretiert:
- Penalty-Faktoren:
  - Das Qualitätsurteil steigt nicht, obwohl die Qualität der Dienstleistung besser als erwartet ausgefallen ist.
  - Das Qualitätsurteil sinkt jedoch, wenn die Qualität der Dienstleistung schlechter als erwartet war.
- Reward-Faktoren:
  - Das Qualitätsurteil steigt, wenn die Qualität der Dienstleistung besser als erwartet eingeschätzt wurde.
  - Das Qualitätsurteil sinkt jedoch nicht, wenn die Leistung schlechter als erwartet war.[2][5]

### Beispiel
Penalty-Reward-Faktoren entstehen zum Beispiel, wenn Kunden mit einem Flugzeug oder einem öffentlichen Personennahverkehr unterwegs sind.
Unter Penalty-Faktoren fallen häufig „Pünktlichkeit“ oder „Sicherheit“. Es handelt sich um Aspekte, bei denen erwartet wird, dass diese erfüllt und eingehalten werden.
Deshalb steigt hier das Qualitätsurteil nicht, wenn die Dienstleistung erfüllt wurde.
Wenn diese jedoch schlechter als erwartet ist, ist der Kunde unzufrieden und es sinkt das Qualitätsurteil.
„Service“ oder „Komfort“ sind Aspekte der Reward-Faktoren und werden von den Kunden nicht unbedingt erwartet und als eine besondere Leistung angesehen.
Deshalb kommt es hier zu keiner Qualitätsminderung, wenn die Leistung nicht erfüllt ist.
Die Kunden sind aber sehr zufrieden, wenn die Leistung erfüllt ist und geben dadurch ein besseres Qualitätsurteil ab.
|                  | öffentlicher Personennahverkehr | Qualität der Leistung   | Qualitätsurteil |
| ---------------- | ------------------------------- | ----------------------- | --------------- |
| Penalty-Faktoren | Pünktlichkeit, Sicherheit       | besser als erwartet     | steigt nicht    |
| Penalty-Faktoren | Pünktlichkeit, Sicherheit       | schlechter als erwartet | sinkt           |
| Reward-Faktoren  | Service, Komfort                | besser als erwartet     | steigt          |
| Reward-Faktoren  | Service, Komfort                | schlechter als erwartet | sinkt nicht     |

## Verfahrensvariante
Die Kunden werden nach ihrer Zufriedenheit mit der Qualität einer Leistung in „zufrieden“ und „unzufrieden“ eingeteilt.
- Bei einer positiven Nichterfüllung handelt es sich um ein Leistungsmerkmal, das besser als erwartet eingestuft wurde.
- Bei einer Erfüllung handelt es sich um ein Leistungsmerkmal, das wie erwartet eingestuft wurde.
- Bei einer negativen Nichterfüllung handelt es sich um ein Leistungsmerkmal, das schlechter als erwartet eingestuft wurde.

Bei einem Merkmal handelt es sich um ein „Satisfier“, wenn die Zufriedenheit zunimmt, wenn mehr  Kunden eine positive Nichterfüllung wahrnehmen.
- Es liegt ein „Dissatisfiers“ vor, wenn die Unzufriedenheit zunimmt, wenn mehr Kunden eine negative Nichterfüllung wahrnehmen.
- Es wird als „Criticals“ bezeichnet, wenn die Zufriedenheit hoch ist und eine positive Nichterfüllung wahrgenommen wird.

Die Zufriedenheit ist gering, wenn eine negative Nichterfüllung vorliegt.
Man bezeichnet es als „Neutrals“, wenn die Anteile von zufriedener Kunden nicht voneinander unterschieden werden können.
Sogar wenn positive- oder negative Nichterfüllung wahrgenommen wird, kann keine Steigerung der Zufriedenheit oder Unzufriedenheit erkannt werden.
Durch die Unterteilung der ermittelten Zusammenhänge zwischen positiver und negativer Nichterfüllung und der Gesamtzufriedenheit, können die Merkmale nach zwei Kriterien unterteilt werden. Einerseits, das Potenzial eines Merkmals, mit dem man die Zufriedenheit bei den Kunden erreicht. Andererseits, ob es Unzufriedenheit vermeidet.

## Zweck und Vorgehen
Merkmalsorientierte Verfahren werden meist mit anderen Verfahren kombiniert, z. B. mit einer Beschwerdemessung. Das ermöglicht bei einer regelmäßigen Durchführung eine verlässliche Qualitätsmessung
Durch die Messung der Ergebnisse aus Sicht der Kunden wird deutlich, welche Dienstleistungen eins Unternehmens besondere Auswirkungen haben und können so mit einem gezielten Qualitätsmanagement erarbeitet oder verbessert werden. Wichtig ist, dass zu Beginn die Mängel bei den Penalty-Faktoren und damit die schwerwiegenderen Unzufriedenheitsfaktoren beseitigt werden müssen.
Erst danach sollte man die Leistung steigern und sich den Reward-Faktoren zuwenden.

## Problematik
Die Problematik bei diesem Messverfahren ist, dass es sich als durchaus schwierig erweist, die einzelnen Aspekte zu ermitteln und auszuwählen.
Der Kunde entscheidet nicht selbst, welche Kriterien für die Qualität als relevant betrachtet und im Messverfahren beurteilt werden.
Die Qualitätskriterien werden vom Unternehmen vorgegeben, die zuvor durch vorangegangene Studien ausgewählt wurden, z. B. durch Expertenbefragungen.
Bei der Anzahl der zu ermittelnden Einzelmerkmalen ist darauf zu achten, diese gering zu halten, da die Befragten sonst schnell überfordert werden. Das führt jedoch wiederum zu einer geringeren Aussagekraft der Ergebnisse. Man vermutet zudem, dass Kunden bestimmte Erlebnisse als besonders qualitätsrelevant wahrnehmen.
„In Wirklichkeit erleben wir häufig, dass eine besonders schlechte Leistung bereits ausreichen kann, um insgesamt unzufrieden zu sein. Wie gut das Unternehmen auch auf anderen Dimensionen abschneidet - ein besonders negatives Ereignis verdirbt das gesamte Kundenerlebnis“.
Wenn alle positiven Leistungen eines Unternehmens dieses Ereignis nicht mehr ausgleichen können, spricht man von einem „nicht kompensierbaren“ Faktor. Dieses Phänomen gibt es auch bei positiven Leistungen.